# Santa Elena, Ascensión y Tristán de Acuña en los Juegos de la Mancomunidad de 2010
El territorio británico de ultramar de Santa Elena, Ascensión y Tristán de Acuña compitió en los Juegos de la Mancomunidad de 2010, celebrados en Nueva Delhi, India. Santa Elena envió un equipo de cuatro tiradores: Rico Yon, Cyril Leo, Collin Knipe y Carlos Yon. No ganaron medallas.